# Computer Assisted Passenger Prescreening System
Il Computer Assisted Passenger Prescreening System (CAPPS) è un sistema di lotta al terrorismo in atto nel settore del trasporto aereo negli Stati Uniti d'America. La Transportation Security Administration mantiene una lista, ai sensi del 49 USC § 114, di "individui noti per costituire, o sospettati di costituire, un rischio di pirateria aerea o di terrorismo o di una minaccia per la compagnia aerea o la sicurezza dei passeggeri." L'elenco viene utilizzato per identificare preventivamente i terroristi che tentano di acquistare biglietti aerei o salire sugli aerei in viaggio negli Stati Uniti, e per mitigare le minacce percepite.

## Panoramica
I sistemi CAPPS si basano su ciò che è noto come un Passenger Name Record, spesso abbreviato in PNR. Quando una persona prenota un biglietto aereo, alcune informazioni di identificazione sono raccolte dalla compagnia aerea: nome e cognome, indirizzo, ecc. Queste informazioni vengono usate per controllare alcuni archivi dati e assegnare un "punteggio di rischio" terrorismo per quella persona. Elevati punteggi di rischio impongono alla compagnia aerea di sottoporre la persona a controllo bagaglio esteso e/o personale, e di contattare le forze dell'ordine, se necessario.

## CAPPS I
CAPPS I fu realizzato alla fine del 1990, in risposta alla minaccia negli Stati Uniti di terrorismo interno e internazionale. CAPPS I è stato gestito da FBI e FAA. Lo screening CAPPS selezionava passeggeri per lo screening aggiuntivo del loro bagaglio alla ricerca di esplosivi. I selezionati CAPPS non hanno subito alcun controllo supplementare ai controlli di sicurezza dei passeggeri.

### 11 Settembre 2001
La mattina dell'attentato dell'11 settembre, molti dei dirottatori sono stati selezionati da CAPPS. Wail al Shehri, e Satam al Suqami sono stati selezionati per lo screening oltre ai loro bagagli registrati, prima di essere imbarcati sul volo American Airlines 11 al Logan International Airport. Anche Waleed al Shehri era stato selezionato, ma siccome non aveva registrato bagagli, la selezione CAPPS non ha avuto alcun effetto su di lui. Mohamed Atta è stato selezionato dal CAPPS quando ha fatto il check-in al Portland International Jetport.
Tutti e cinque i dirottatori del volo American Airlines 77 erano stati selezionati dal Capps con Hani Hanjour, Khalid al Mihdhar e Majed Moqed scelti in base ai criteri CAPPS. Nawaf al Hazmi e Salem al Hazmi sono stati selezionati perché non hanno fornito adeguata identificazione, e i loro bagagli registrati sono stati trattenuti fino a quando saliti a bordo.
Ahmad al Haznawi era l'unico dirottatore selezionato tra quelli sul volo United Airlines 93; nessuno dei dirottatori del volo United Airlines 175 è stato selezionato da CAPPS.

### Dopo l'undici settembre
Nel novembre 2001, il controllo è stato trasferito alla Transportation Security Administration (TSA), dove è stato "... ampliato quasi quotidianamente poiché le agenzie della Intelligence Community (IC) e l'Office of Homeland Security continuavano a richiedere l'inclusione di nuove persone ..."
Nel 2003, la Transportation Security Administration (TSA) ha presentato una proposta per un sistema più esteso, (CAPPS II), che è stata valutata dal Congresso ma successivamente annullata dal Department of Homeland Security (DHS) degli Stati Uniti.

### CAPPS II
Il Computer Assisted Passenger Prescreening System II (CAPPS II) era una proposta per un nuovo sistema CAPPS, progettato dall'Ufficio Nazionale di Valutazione dei Rischi (ONRA), un ufficio dipendente dalla TSA, con l'assistenza di Lockheed Martin. Il Congresso presentò alla TSA un elenco di requisiti per il successore del CAPPS I. Alcuni di tali requisiti erano:
- Deve essere il governo, non le compagnie aeree, a controllare e amministrare il sistema
- Deve essere controllato ogni passeggero in possesso di biglietto, non solo quelli che registrano i bagagli
- Ogni compagnia aerea e ogni aeroporto devono essere coperti dal sistema

Come il suo predecessore, la proposta CAPPS II dovrebbe basarsi sul PNR per identificare in modo univoco le persone che tentano di salire a bordo degli aeromobili. Espanderebbe il campo PNR per includere alcuni campi aggiuntivi, come un indirizzo completo di strada, la data di nascita, e un numero di telefono di casa. Incrocerebbe poi questi campi con documenti governativi e banche dati del settore privato per accertare l'identità della persona, e quindi determinare una serie di dettagli su quella persona. Le forze dell'ordine sarebbero contattate nel caso in cui la persona era o sia presente in un elenco di terroristi o ricercati o abbia avuto mandati federali o statali di arresto per crimini violenti.
In alternativa, il software potrebbe calcolare un "punteggio di rischio" e poi stampare un codice sulla carta d'imbarco che indica l'appropriato "livello di screening" per quella persona: verde indica l'assenza di controlli supplementari, il giallo indica lo screening supplementare, e il rosso indica divieto di imbarco e rinvio all'applicazione della legge. Il modo come questo punteggio di rischio sarebbe calcolato non è mai stato rivelato, né è soggetto al controllo pubblico di qualsiasi genere al di fuori della TSA.
Il sistema CAPPS II è stato criticato in un rapporto del General Accounting Office Stati Uniti all'inizio del 2004, e ha affrontato un aumento dell'opposizione di gruppi di controllo come ACLU, ReclaimDemocracy.org, ed Electronic Privacy Information Center. Questi gruppi di difesa credevano che avrebbe minato sia la privacy che la sicurezza. Essi hanno espresso la preoccupazione che il sistema sarebbe incostituzionale e che i terroristi potrebbero utilizzarlo a proprio vantaggio.
CAPPS II venne criticato in un rapporto del General Accounting Office all'inizio del 2004 e incontrò una crescente opposizione da parte di gruppi quali ACLU, ReclaimDemocracy.org e Electronic Privacy Information Center che temevano che avrebbe minato la privacy e la sicurezza. Il sistema venne inoltre ritenuto incostituzionale e sollevato il dubbio che i terroristi potessero usarlo a loro vantaggio.
Il CAPS II venne annullato dalla TSA nell'estate del 2004. Poco dopo, la TSA annunciò un nuovo programma, chiamato Secure Flight, che avrebbe funzionato più o meno allo stesso modo di CAPPS II. La TSA sperava di testare il Secure Flight nell'agosto 2005 con due compagnie aeree. Secure Flight è stato bloccato dal Congresso fino a quando il governo potrà dimostrare che il sistema può passare i seguenti 10 test relativi all'accuratezza e alla tutela della privacy:
1. Procedimento correttivo - È previsto una procedura in base alla quale i passeggeri del trasporto aereo sospetti di rappresentare una minaccia che vengono trattenuti o a cui viene impedito l'imbarco sui loro voli di linea da TSA possono impugnare tali decisioni e correggere informazioni errate contenute in CAPPS II o Secure Flight o altri programmi successivi.
2. Accuratezza dei database ed efficacia di Secure Flight - Il tasso di errore contenuto nelle banche dati governative e private che saranno utilizzate sia per stabilire l'identità che per assegnare un livello di rischio ad un passeggero, non deve produrre un gran numero di falsi positivi che si traducano in un numero significativo di passeggeri che vengono trattati erroneamente o di risorse per la sicurezza dirottate.
3. Stress test- TSA ha fatto dei test e dimostrato l'efficacia e l'accuratezza di tutte le tecnologie di ricerca di CAPPS II o Secure Flight o altri programmi successivi e ha dimostrato che CAPPS II o Secure Flight o altri programmi successivi possono fare una previsione accurata sulla valutazione di quei passeggeri che possono costituire una minaccia per l'aviazione.
4. Supervisione interna - Il segretario della Homeland Security ha istituito un comitato di sorveglianza interna per monitorare il modo in cui CAPPS II o Secure Flight o altri programmi successivi vengono sviluppati e preparati.
5. Garanzie operative - TSA ha introdotto sufficienti tutele operative per ridurre le opportunità di abuso.
6. Misure di sicurezza - Sono state introdotte misure di sicurezza sostanziali per proteggere CAPPS II o Secure Flight o altri programmi successivi da accessi non autorizzati da parte di hacker o altri intrusi.
7. Supervisione del sistema e del funzionamento - TSA ha adottato politiche che istituiscono un efficiente controllo sull'uso e sul funzionamento del sistema.
8. Problemi per la Privacy - Non ci sono particolari problemi di privacy con l'architettura tecnologica del sistema.
9. Modifiche rispetto ai viaggi intrastato per agevolare gli stati con specifiche esigenze nel trasporto aereo - TSA, in conformità ai requisiti del paragrafo 44903 del titolo 49, Codice degli Stati Uniti, modificato CAPPS II o Secure Flight o altri programmi successivi rispetto al trasporto intrastato per agevolare gli stati con specifiche esigenze di un trasporto aereo unico e passeggeri che altrimenti potrebbero regolarmente innescare lo stato di scelta preferenziale.
10. Stime di costo del ciclo di vita e piani di spesa - Esistono adeguate stime dei costi del ciclo di vita, e piani programmatici e di spesa.

## Surveillance Detection Report (SDR) - Rapporto sulla rilevazione della sorveglianza
Il 21 luglio del 2006, la stazione televisiva ABC 7 a Denver nel Colorado, ha pubblicato un rapporto citando ufficiali della polizia aeronautica che utilizzavano un sistema di quote che richiedeva di riferire su una persona al mese come requisito per avanzamenti. Questi rapporti sono archiviati come Surveillance Detection Report: non è chiaro quanti di questi rapporti siano richiesti su una persona per includerla nelle liste di sorveglianza.

### CAPPS II
- CAPPS II Section of HR 2115, the "Century of Aviation Reauthorization Act" The language of proposed legislation (aclu.org)
- The Transportation Security Administration, promoters of CAPPS II, su tsa.gov.
- EFF Backgrounder on CAPPS II, su eff.org. URL consultato il 26 ottobre 2015 (archiviato dall'url originale il 29 settembre 2007).
- The Dangerous Illusion of CAPPS II A critical article exploring multiple concerns with CAPPS II (reclaimdemocracy.org)
- ACLU page on CAPPS II, su aclu.org.
- "Computer-Assisted  Passenger  Prescreening System  Faces Significant  Implementation Challenges" (pdf) Archiviato il 3 marzo 2016 in Internet Archive. summary of report on CAPPS II by the General Accounting Office
- blog providing regular updates on CAPPS II, su hasbrouck.org.
- "In These Times" 2003 article on CAPPS II, su inthesetimes.com (archiviato dall'url originale il 15 dicembre 2006).